# Qualificazioni al campionato europeo maschile di calcio 2008 - Gruppo B

## Classifica
| Squadra  | P.ti | G  | V | N | P  | GF | GS | DR  |
| -------- | ---- | -- | - | - | -- | -- | -- | --- |
| Italia   | 29   | 12 | 9 | 2 | 1  | 22 | 9  | +13 |
| Francia  | 26   | 12 | 8 | 2 | 2  | 25 | 5  | +20 |
| Scozia   | 24   | 12 | 8 | 0 | 4  | 21 | 12 | +9  |
| Ucraina  | 17   | 12 | 5 | 2 | 5  | 18 | 16 | +2  |
| Lituania | 16   | 12 | 5 | 1 | 6  | 11 | 13 | -2  |
| Georgia  | 10   | 12 | 3 | 1 | 8  | 16 | 19 | -3  |
| Fær Øer  | 0    | 12 | 0 | 0 | 12 | 4  | 43 | -39 |

Legenda: G = partite giocate; V = partite vinte; N = partite pareggiate; P = partite perse; GF = reti segnate; GS = reti subite; DR = differenza reti; PT = punti.

## Risultati
| Arbitro: | Ross |

|  |           |                                                                         |
|  | Marcatori | 17’ Mujiri 19’ Iashvili 37’, 62’, 82’ Arveladze 50’ (rig.) K'obiashvili |

| Arbitro: | Egorov |

|                                                                              |           |  |
| Fletcher 7’ McFadden 10’ Boyd 24’ (rig.), 38’ Miller 30’ (rig.) O'Connor 86’ | Marcatori |  |

| Arbitro: | Wegereef |

|  |           |                                         |
|  | Marcatori | 7’ Malouda 16’ Saha 47’ (aut.) Asatiani |

| Arbitro: | Hansson |

|             |           |                  |
| Inzaghi 30’ | Marcatori | 21’ Danilevičius |

| Arbitro: | Jára |

|                                   |           |                               |
| Ševčenko 31’ Rotan' 61’ Rusol 80’ | Marcatori | 38’ Arveladze 60’ Demet'radze |

| Arbitro: | Hriňák |

|             |           |                       |
| Miceika 85’ | Marcatori | 46’ Dailly 63’ Miller |

| Arbitro: | Fandel |

|                         |           |               |
| Govou 2’, 57’ Henry 17’ | Marcatori | 20’ Gilardino |

| Arbitro: | Buttimer |

|  |           |            |
|  | Marcatori | 88’ Skerla |

| Arbitro: | Busacca |

|              |           |  |
| Caldwell 66’ | Marcatori |  |

| Arbitro: | Vassaras |

|                          |           |  |
| Oddo 68’ (rig.) Toni 79’ | Marcatori |  |

| Arbitro: | Hansson |

|                               |           |  |
| Kučer 60’ Ševčenko 90’ (rig.) | Marcatori |  |

| Arbitro: | Riley |

|                   |           |                                          |
| Shashiashvili 25’ | Marcatori | 22’ De Rossi 61’ Camoranesi 71’ Perrotta |

| Arbitro: | Corpodean |

|                                                 |           |  |
| Saha 1’ Henry 22’ Anelka 76’ Trezeguet 77’, 84’ | Marcatori |  |

| Arbitro: | Vollquartz |

|                      |           |               |
| Boyd 11’ Beattie 89’ | Marcatori | 41’ Arveladze |

| Arbitro: | Skomina |

|  |           |                           |
|  | Marcatori | 20’ Jezers'kyj 57’ Husjev |

| Arbitro: | Webb |

|  |           |            |
|  | Marcatori | 73’ Anelka |

| Arbitro: | Meyer |

|            |           |  |
| Husjev 47’ | Marcatori |  |

| Arbitro: | Saliy |

|                                          |           |              |
| Siradze 26’ Iashvili 45+1’, 90+2’ (rig.) | Marcatori | 56’ Jacobsen |

| Arbitro: | De Bleeckere |

|               |           |  |
| Toni 12’, 70’ | Marcatori |  |

| Arbitro: | Circhetta |

|                |           |  |
| Mikoliunas 78’ | Marcatori |  |

| Arbitro: | Malek |

|              |           |                  |
| Jacobsen 77’ | Marcatori | 12’, 48’ Inzaghi |

| Arbitro: | Medina Cantalejo |

|                       |           |  |
| Ribéry 57’ Anelka 71’ | Marcatori |  |

| Arbitro: | Kasnaferis |

|  |           |                          |
|  | Marcatori | 31’ Maloney 35’ O'Connor |

| Arbitro: | Vink |

|  |           |                       |
|  | Marcatori | 30’, 45’ Quagliarella |

| Arbitro: | Cardoso |

|           |           |  |
| Nasri 33’ | Marcatori |  |

| Arbitro: | Hamer |

|             |           |            |
| Siradze 89’ | Marcatori | 7’ Šelajev |

| Arbitro: | Fernández Marín |

|                                   |           |                         |
| Boyd 31’ McManus 77’ McFadden 85’ | Marcatori | 61’ (rig.) Danilevičius |

| Milano 8 settembre 2007, ore 20:50 CET | Italia | 0 – 0 referto | Francia | Stadio Giuseppe Meazza\| Arbitro: \| Micheľ \| |
| Arbitro:                               | Micheľ |               |         |                                                |

| Arbitro: | Georgiev |

|                                |           |                |
| Jankauskas 8’ Danilevičius 53’ | Marcatori | 90+3’ Jacobsen |

| Arbitro: | Webb |

|              |           |                    |
| Ševčenko 71’ | Marcatori | 41’, 77’ Di Natale |

| Arbitro: | Plautz |

|  |           |              |
|  | Marcatori | 64’ McFadden |

| Arbitro: | Vink |

|                                      |           |              |
| Miller 4’ McCulloch 10’ McFadden 68’ | Marcatori | 24’ Ševčenko |

| Arbitro: | Rossi |

|  |           |                                                               |
|  | Marcatori | 6’ Anelka 8’ Henry 50’, 81’ Benzema 66’ Rothen 90+4’ Ben Arfa |

| Arbitro: | Megía Dávila |

|                      |           |  |
| Pirlo 44’ Grosso 84’ | Marcatori |  |

| Arbitro: | Kircher |

|                             |           |  |
| Mch'edlidze 16’ Siradze 64’ | Marcatori |  |

| Arbitro: | Jakov |

|                                                  |           |  |
| Kalynyčenko 40’, 49’ Husjev 43’, 45’ Vorobej 64’ | Marcatori |  |

| Arbitro: | Kassai |

|                |           |  |
| Henry 80’, 81’ | Marcatori |  |

| Arbitro: | Mejuto González |

|              |           |                       |
| Ferguson 65’ | Marcatori | 2’ Toni 90+1’ Panucci |

| Arbitro: | Malcolm |

|                              |           |  |
| Savėnas 41’ Danilevičius 67’ | Marcatori |  |

| Arbitro: | Stavrev |

|  |           |                               |
|  | Marcatori | 52’ Kšanavičius 90+6’ Kalonas |

| Arbitro: | Øvrebø |

|                          |           |                     |
| Voronin 14’ Ševčenko 46’ | Marcatori | 20’ Henry 34’ Govou |

| Arbitro: | Meyer |

|                                               |           |              |
| Benjaminsen 11’ (aut.) Toni 36’ Chiellini 41’ | Marcatori | 83’ Jacobsen |

## Classifica marcatori
| Pos. | Giocatore          | Nazionale | Gol |
| ---- | ------------------ | --------- | --- |
| 1    | Thierry Henry      | Francia   | 6   |
| 2    | Shota Arveladze    | Georgia   | 5   |
| 2    | Andrij Ševčenko    | Ucraina   | 5   |
| 2    | Luca Toni          | Italia    | 5   |
| 5    | Nicolas Anelka     | Francia   | 4   |
| 5    | Kris Boyd          | Scozia    | 4   |
| 5    | Tomas Danilevičius | Lituania  | 4   |
| 5    | Oleh Husjev        | Ucraina   | 4   |
| 5    | James McFadden     | Scozia    | 4   |
| 5    | Rógvi Jacobsen     | Fær Øer   | 4   |